# Poecilasma kaempferi
Poecilasma kaempferi is een rankpootkreeftensoort uit de familie van de Poecilasmatidae. De wetenschappelijke naam van de soort is voor het eerst geldig gepubliceerd in 1852 door Darwin.